# Аудорп
Аудорп (нід. Oudorp, нід. вимова: [ˈʌuˌdɔr(ə)p]) — село в нідерландській провінції Північна Голландія. Входить до муніципалітету Алкмар.
Його площа становить 6,35 км², а населення станом на 2022 рік складало 13 665 осіб.
Перша згадка про населений пункт датується першою половиною 11-го сторіччя.
Раніше мало статус окремого муніципалітету.

## Галерея

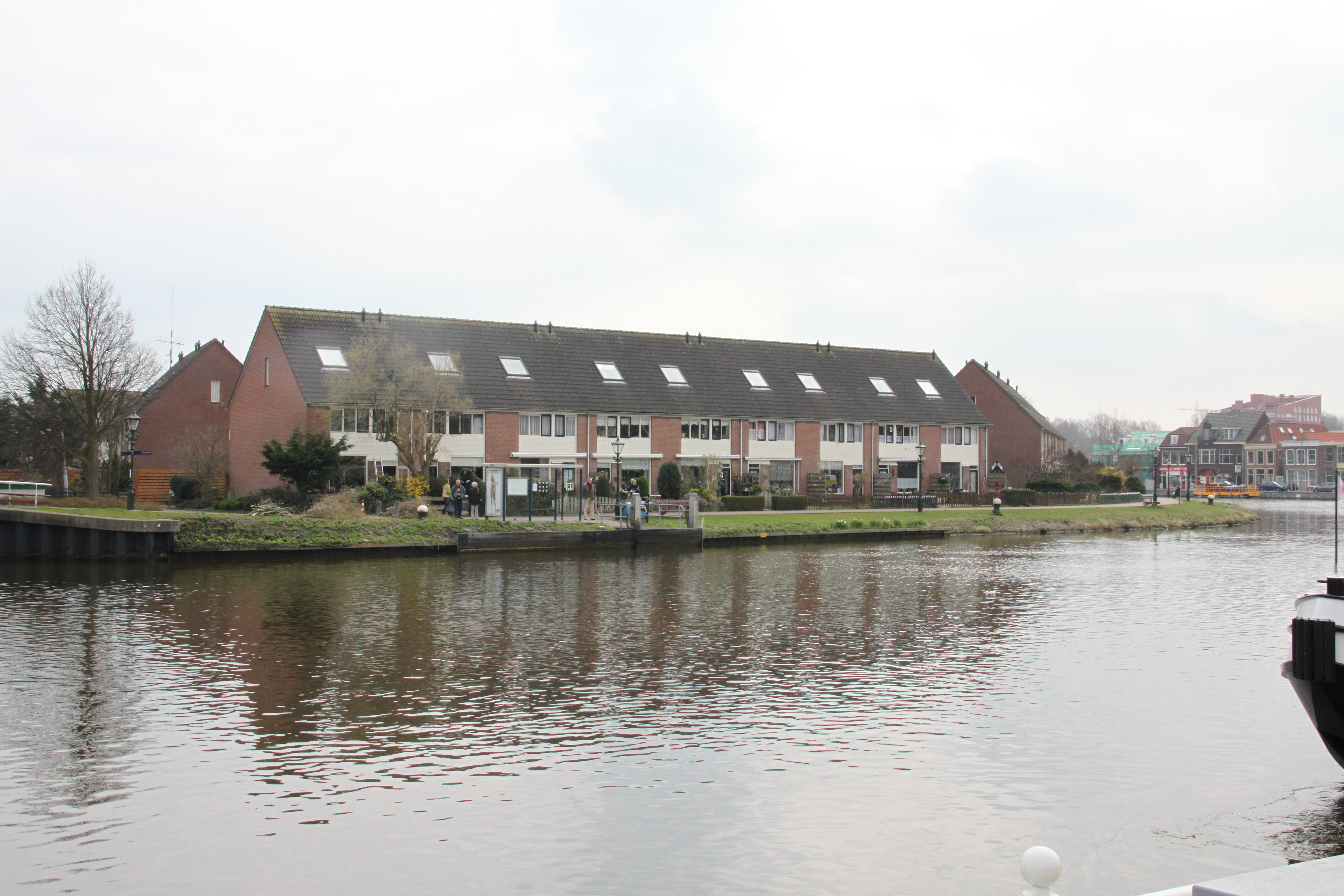
Будинок в Аудорпі
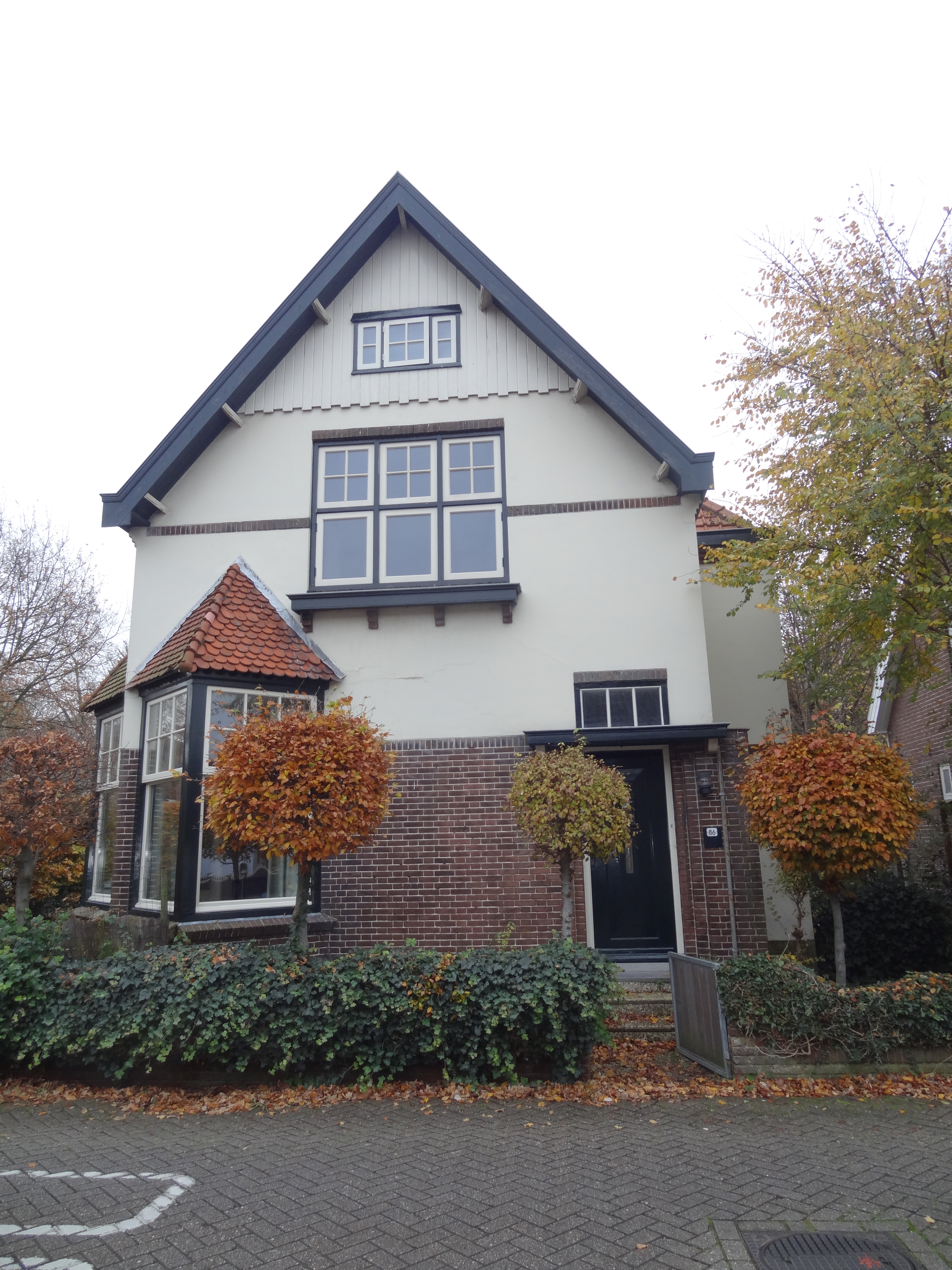
Будинок в Аудорпі
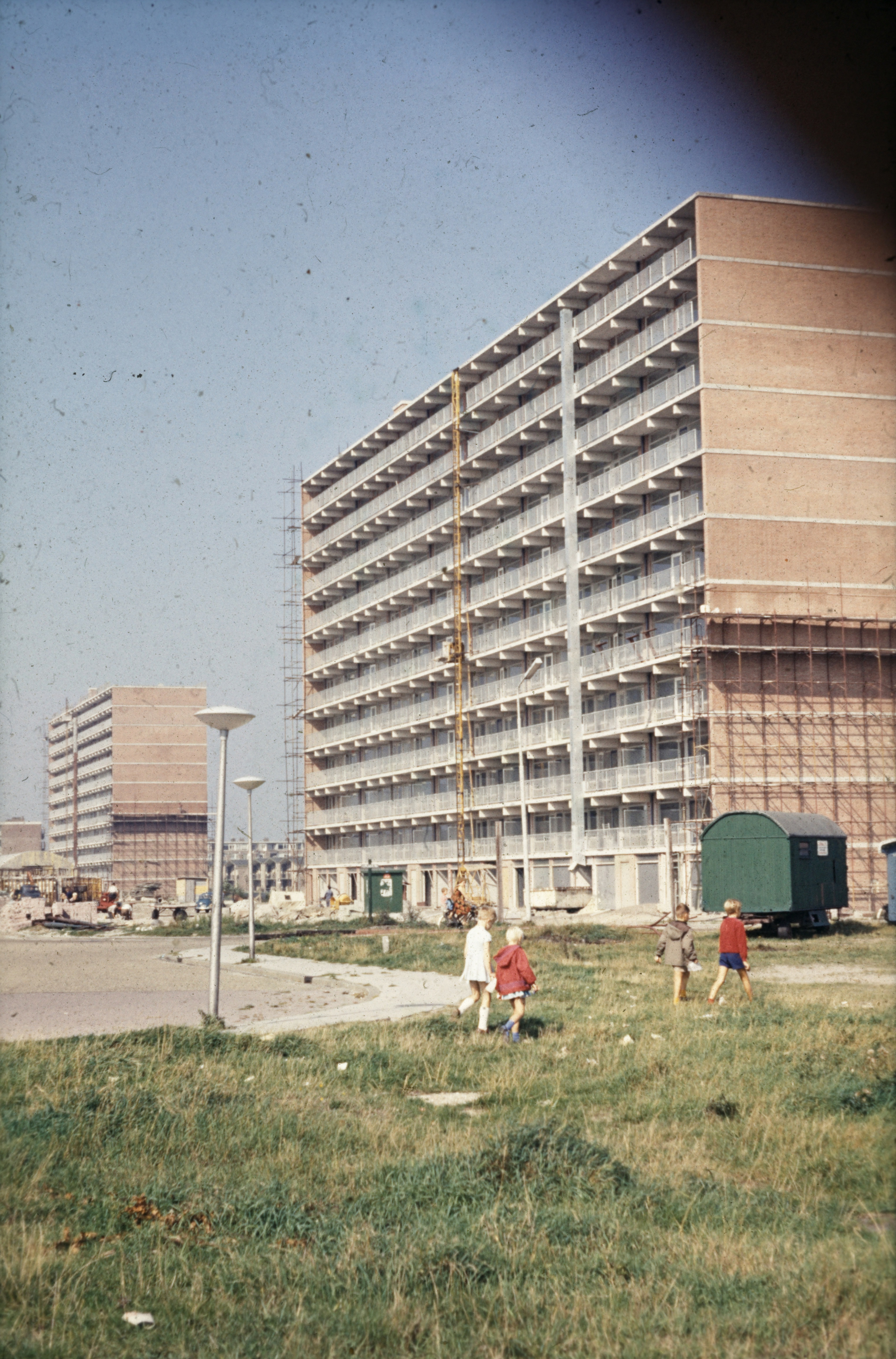
Будівництво багатоквартирних будинків (1980)
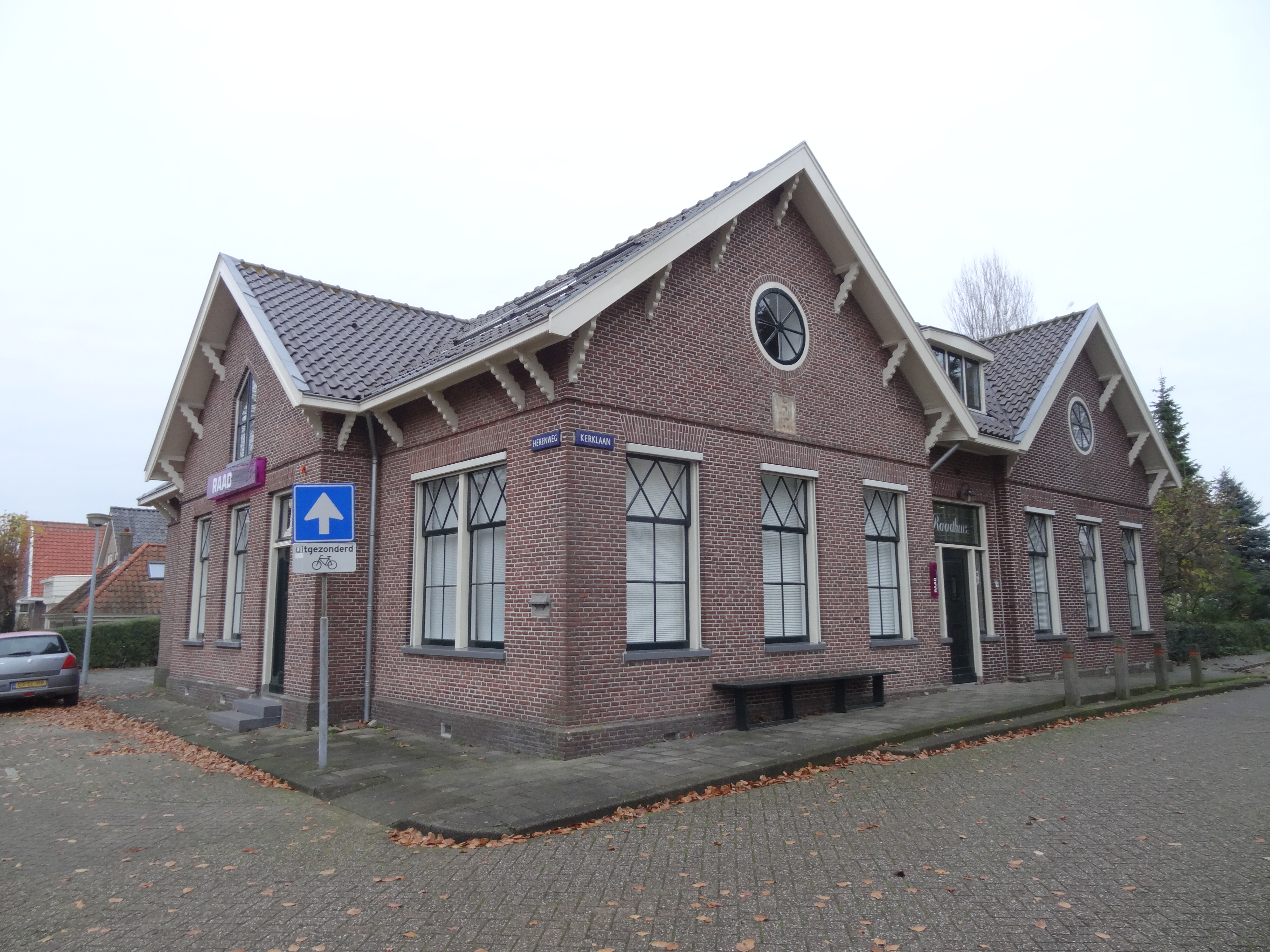
Будівля колишньої мерії